# Liste des chaires de la faculté des sciences de Paris

## Sciences mathématiques

### Mathématiques fondamentales
- Calcul différentiel et calcul intégral
  - 1809-1843 : Sylvestre-François Lacroix[1]
  - 1843-1863 : Étienne-Louis Lefébure de Fourcy
  - 1863-1885 : Joseph-Alfred Serret[2]
  - 1885-1885 : Jean-Claude Bouquet
  - 1885-1886 : Émile Picard, chargé du cours
  - 1886-1897 : Émile Picard → Analyse supérieure
  - 1897-1931 : Édouard Goursat → Analyse supérieure
  - 1931-1933 : Gaston Julia → Application de l'analyse à la géométrie
  - 1933-1935 : Arnaud Denjoy → Application de l'analyse à la géométrie
  - 1935-1941 : Maurice René Fréchet  → Calcul des probabilités
  - 1941-1955 : Georges Valiron [3]
  - 1955-1970 : Laurent Schwartz puis affecté à l'université Paris VII

- Algèbre supérieure puis[4] Analyse supérieure et algèbre supérieure
  - 1809-1849 : Louis-Benjamin Francœur[5],[6]
  - 1849-1869 : Jean-Marie Duhamel
  - 1870-1897 : Charles Hermite
  - 1897-1931 : Émile Picard
  - 1931-1933 : Édouard Goursat
  - 1933-1941[7] : Jules Drach
  - 1941-1964 : Gaston Julia
  - 1964-1970 : Marcel Brelot, puis affecté à l'université Paris-VI

- Géométrie supérieure
  - 1846-1880[8] : Michel Chasles [9]
  - 1881-1918 : Gaston Darboux
  - 1918-1924[10] : Claude Guichard
  - 1924[10]-1940 : Élie Cartan
  - 1940-1946 : Arnaud Denjoy [11] → Théorie des fonctions et topologie
  - 1946-1958 : René Garnier
  - 1958-1965 : Jean Favard
  - 1965-1970 Marcel Berger, puis affecté à l'université Paris VII

- Mathématiques générales (chaire transformée en chaire de Mathématiques ENS en 1949)
  - 1903-1912 : Paul Painlevé → Mécanique rationnelle[12]
  - 1913[13]-1918 : Claude Guichard → Géométrie supérieure
  - 1918-1920 : Ernest Vessiot → Calcul différentiel et calcul intégral no 2
  - 1920-1922 : Jules Drach → Application de l'analyse à la géométrie
  - 1922-1925 : Paul Montel[14] → Mécanique rationnelle
  - 1925-1931 : Gaston Julia → Calcul différentiel et calcul intégral
  - 1931-1933 : Arnaud Denjoy → Calcul différentiel et calcul intégral
  - 1933-1935[15] : Maurice Fréchet → Calcul différentiel et calcul intégral
  - 1936[13]-1941[16] : René Garnier [17]→ Application de l'analyse à la géométrie
  - 1941[18]-1941 : Georges Valiron → Calcul différentiel et calcul intégral
  - 1942-1949 : Georges Darmois → Calcul des probabilités

- Calcul différentiel et calcul intégral no 2 (créée à la suite du rattachement de l'École normale supérieure) puis Théorie des groupes et calcul des variations (1er novembre 1921) puis Théorie des fonctions et des transformations (décembre 1927), puis Théorie des fonctions (1939), puis Théorie des fonctions et topologie (1946)
  - Jules Tannery (26 juillet 1904-1910)
  - Ernest Vessiot (10 mai 1910-1er novembre 1912), chargé du cours
  - Élie Cartan (1er novembre 1912-19 mai 1920)
  - Ernest Vessiot (19 mai 1920-1er avril 1934) [19]
  - Paul Montel (1er avril 1934-1946)
  - Arnaud Denjoy (1946-1955)
  - Gustave Choquet (1955-1970), puis affecté à l'université Paris VI

- Application de l'analyse à la géométrie (créée à la suite du rattachement de l'École normale supérieure)
  - 1904-1910 : Louis Raffy
  - 1er décembre 1918-1921 : Henri Lebesgue→ Collège de France
  - -1er octobre 1933 : Jules Drach
  - 1er octobre 1933-1935 : Gaston Julia
  - 1935-1941 : Arnaud Denjoy (René Garnier chargé du cours le 1er octobre 1940)
  - 1941-30 septembre 1946 : René Garnier
  - -1961 : Georges Bouligand
  - 1961-1970 : Pierre Lelong, puis affecté à l'université Paris VI

- Théorie des fonctions (chaire transformée en chaire de physique théorique et physique céleste en 1920)
  - Émile Borel (1909-1920)

- Arithmétique et théorie des nombres
  - 1945-1953 : Albert Châtelet
  - 1954-1970 : Paul Dubreil, puis affecté à l'université Paris VI

- Mathématiques ENS (créée par transformation de la chaire de mathématiques générales)
  - 1949-1969 : Henri Cartan, puis transféré à la faculté d'Orsay

- Géométrie analytique et théorie des groupes
  - 1957-1970 : Claude Chevalley, puis affecté à l'université Paris VIII

- Mathématiques (Orsay)
  - Hubert Delange (1er janvier 1961-1965) puis transféré à la faculté d'Orsay

- Mathématiques générales (Orsay)
  - Jacques Deny (1er janvier 1961-1965) puis transféré à la faculté d'Orsay

- Mathématiques
  - 1965-1970 : Marc Krasner, puis affecté à l'université Paris VI

- Mathématiques
  - 1966-1970: Paulette Libermann, puis affectée à l'université Paris VII

- Mathématiques
  - 1967-1970 : André Revuz, puis affecté à l'université Paris VII

- Mathématiques
  - 1967-1970 : Jean Combes, puis affecté à l'université Paris VI

- Mathématiques
  - 1967-1970 : André Avez, puis affecté à l'université Paris VI

### Mathématiques appliquées
- Calcul des probabilités (cours adjoint créé en 1834 par transformation du cours adjoint de géométrie descriptive) puis calcul des probabilités et physique mathématique (1851)
  - 1839-1848 : Guillaume Libri[20]
  - 1851-1870 : Gabriel Lamé [21]
  - 1870-1882 : Charles Briot
  - 1883-1886 : Gabriel Lippmann  → Recherches physiques
  - 1886-1896 : Henri Poincaré  → Astronomie mathématique
  - 1896-1918 : Joseph Boussinesq
  - 1920-1941[22] : Émile Borel
  - 1941-1949 : Maurice Fréchet
  - 1949-1959 : Georges Darmois
  - 1959-1970 : Robert Fortet, puis affecté à l'université Paris VI

- Analyse numérique
  - 1958- : René de Possel

- Statistique
  - 1965-1970 : Jean-Paul Benzecri, puis affecté à l'université Paris VI

- Programmation
  - 1965-1970 :Jacques Arsac, puis affecté à l'université Paris VI

- Automatique théorique
  - 1967-1970 : Robert Pallu de la Barrière, puis affecté à l'université Paris VI

### Astronomie
- Astronomie puis Astronomie physique
  - 1809-1848 : Jean-Baptiste Biot [23],[24]
  - 1848-1877 : Urbain Le Verrier[25]
  - 1878-1892 : Pierre-Ossian Bonnet
  - 1892-1903 : Charles Wolf
  - 1902-1929 : Henri Andoyer
  - 1930-1946 : Ernest Esclangon
  - 1946-1963 : André Danjon
  - 1963[10]-1970 : Jean Rösch, puis affecté à l'université Paris-VI

- Astronomie mathématique puis mécanique analytique et mécanique céleste en 1912
  - 1846-1848 : Urbain Le Verrier
  - 1848-1857 : Augustin Louis Cauchy [26]
  - 1857-1883 : Victor Puiseux [27]
  - 1883-1896 : Félix Tisserand [28]
  - 1896-1912 : Henri Poincaré
  - 1912-1920 : Paul Appell [29]
  - 1920-1933 : Paul Painlevé [30]
  - 1934[31]-1935 : Ernest Vessiot [32]
  - 1935-1941 : Gaston Julia
  - 1941-1953 : Jean Chazy
  - 1953-1960 : Maurice Janet
  - 1960-1970 : Yvonne Choquet-Bruhat, puis affectée à l'université Paris VI

### Mécanique
- Mécanique puis Mécanique rationnelle (1855) puis Mécanique générale (1950)
  - 1809-1840 : Siméon Denis Poisson [33],[34]
  - 1840-1855 : Charles Sturm
  - 1855-1883 : Joseph Liouville [35]
  - 1885-1912 : Paul Appell
  - 1912-1920 : Paul Painlevé [36]
  - 1920-1924[10] : Élie Cartan [37]
  - 1925[13]-1934 : Paul Montel [38]
  - 1934[13]-1941 : Jean Chazy
  - 1941-1950 : Joseph Pérès
  - 1950-1958 : Jean Favard
  - 1958-1970 : Henri Poncin, puis affecté à l'université Paris VI

- Mécanique physique et expérimentale
  - 1837-1848 : Jean-Victor Poncelet
  - 1849-1854 : Charles-Eugène Delaunay (chargé de cours )
  - 1855-1872 : Charles-Eugène Delaunay [39]
  - 1872-1879 : Jean-Claude Bouquet (chargé de cours) [40]
  - 1879-1885 : Jean-Claude Bouquet [41]
  - 1885[42]-1886 : Henri Poincaré, chargé du cours
  - 1886-1896 : Joseph Boussinesq
  - 1897-1931 : Gabriel Kœnigs
  - 1932-1947 : Henri Béghin
  - 1947-1960 : Adrien Foch
  - 1960-1970 : Raymond Siestrunck, puis affecté à l'université Paris-VI

- Aviation (Fondation Basil Zaharoff)
  - Lucien Marchis (1er janvier 1910-1933) supprimée à sa retraite
  - Lucien Malavard (1954-1979) recrée

- Mécanique des fluides et applications
  - (1925-1927) Henri Villat, chargé de conférences
  - (1927-1950) Henri Villat
  - (1950-1962) Joseph Pérès
  - (1962-1970) Paul Germain, puis affecté à l'université Paris VI

- Mécanique expérimentale des fluides
  - 1930-1939 : Henri Bénard
  - 1er octobre 1939-1947 : Adrien Foch
  - 1947–75 : André Fortier

- Mécanique des fluides
  - 1964- : Edmond Brun

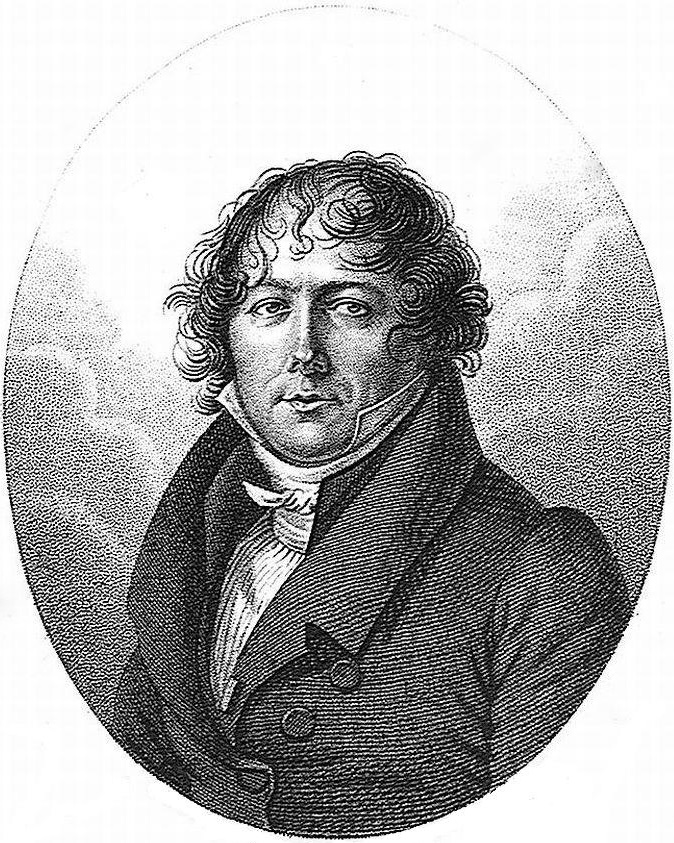
Jean-Baptiste Biot
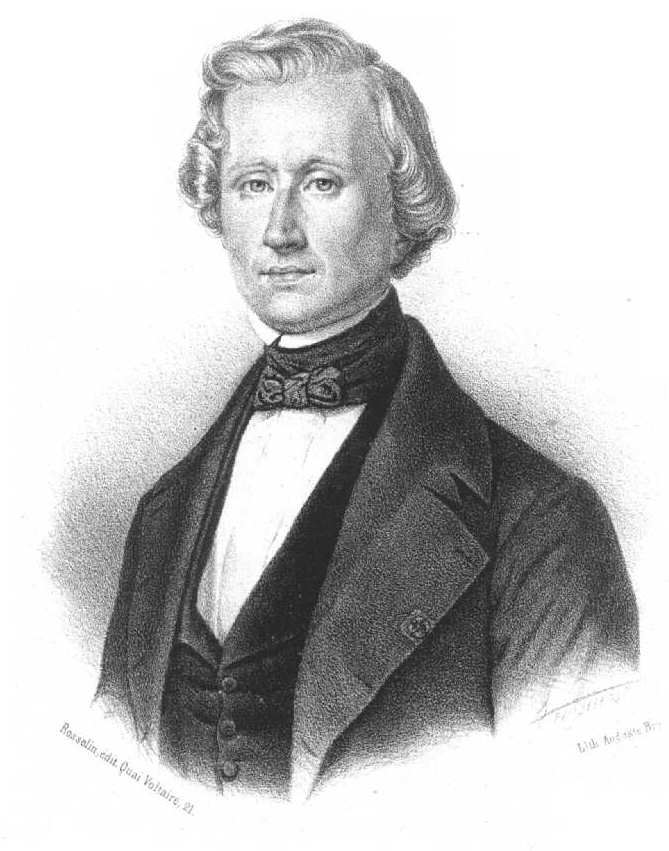
Urbain Le Verrier
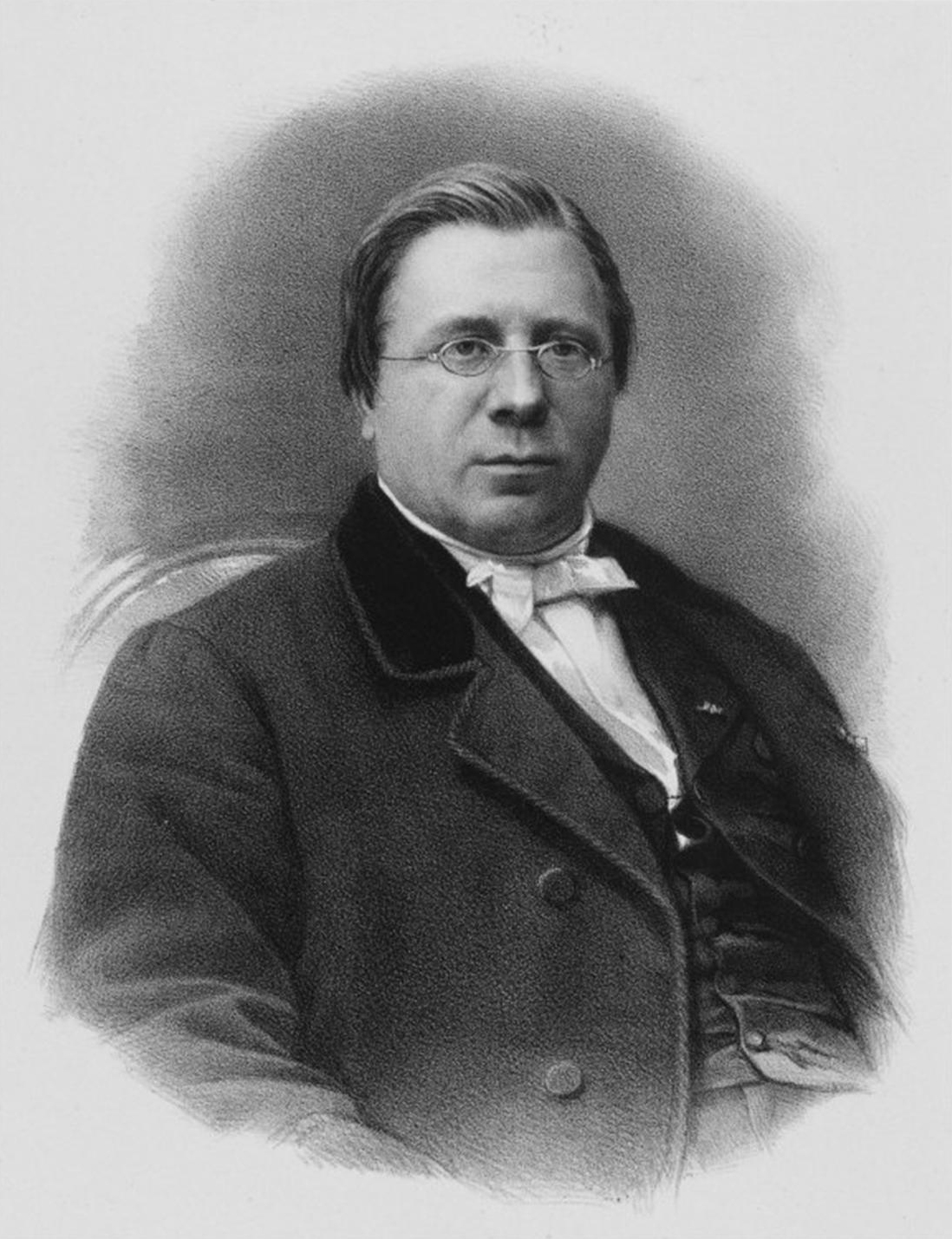
Pierre-Ossian Bonnet
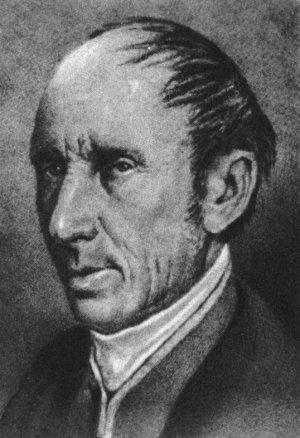
Augustin Louis Cauchy
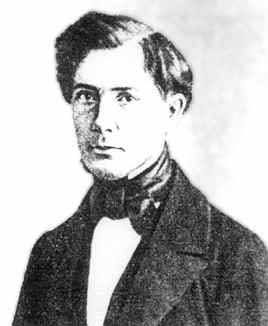
Victor Puiseux
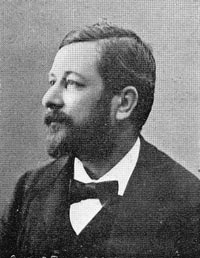
Félix Tisserand
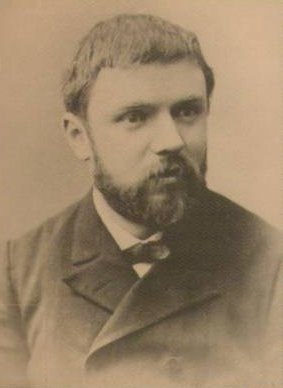
Henri Poincaré
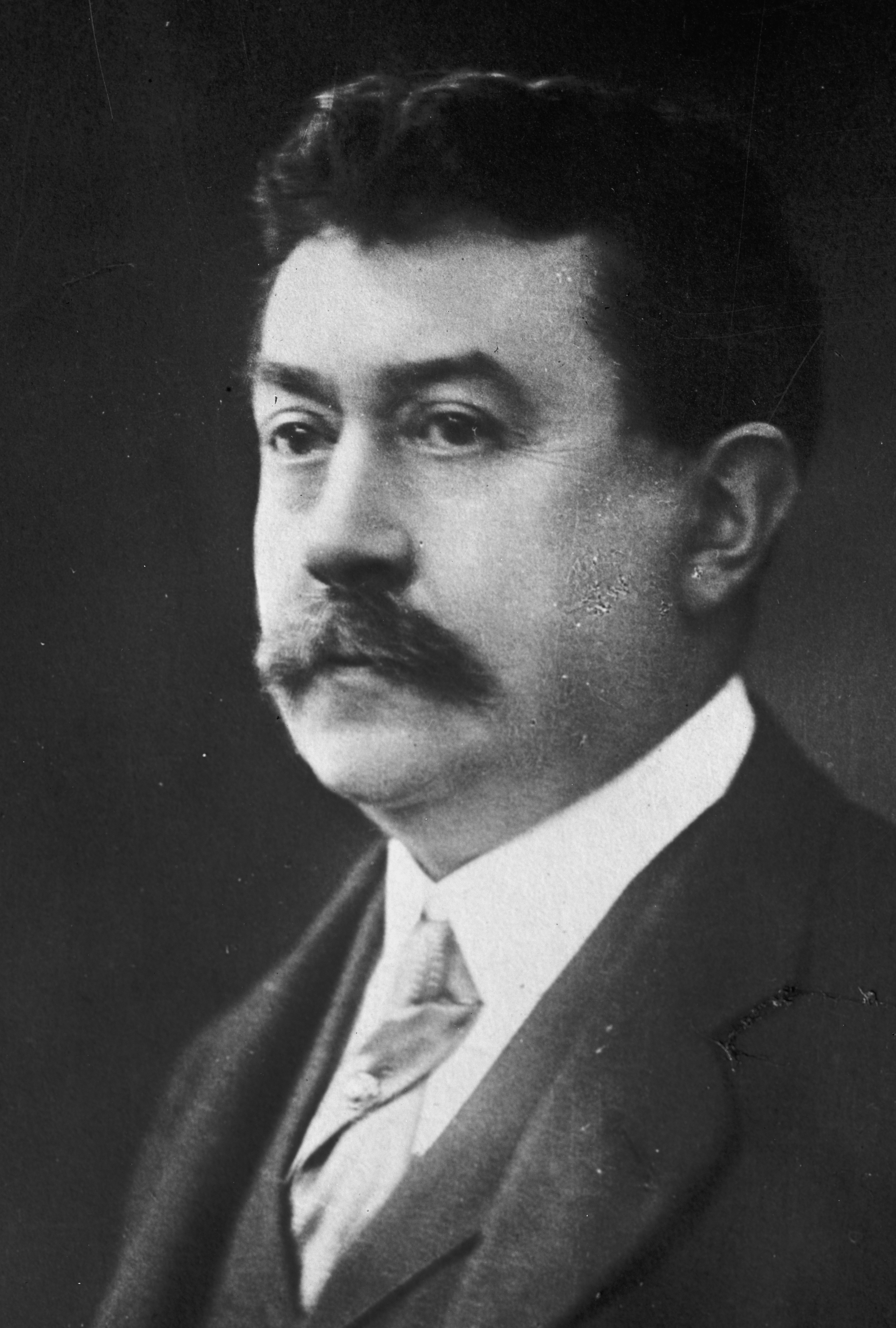
Paul Painlevé
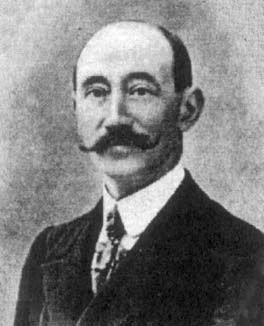
Ernest Vessiot
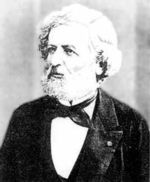
Jean-Claude Bouquet
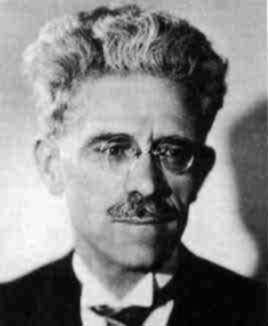
Maurice Fréchet
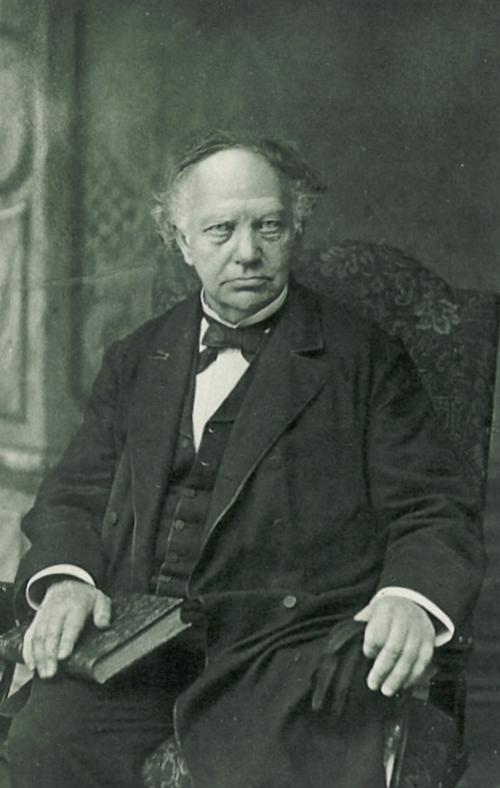
Charles Hermite
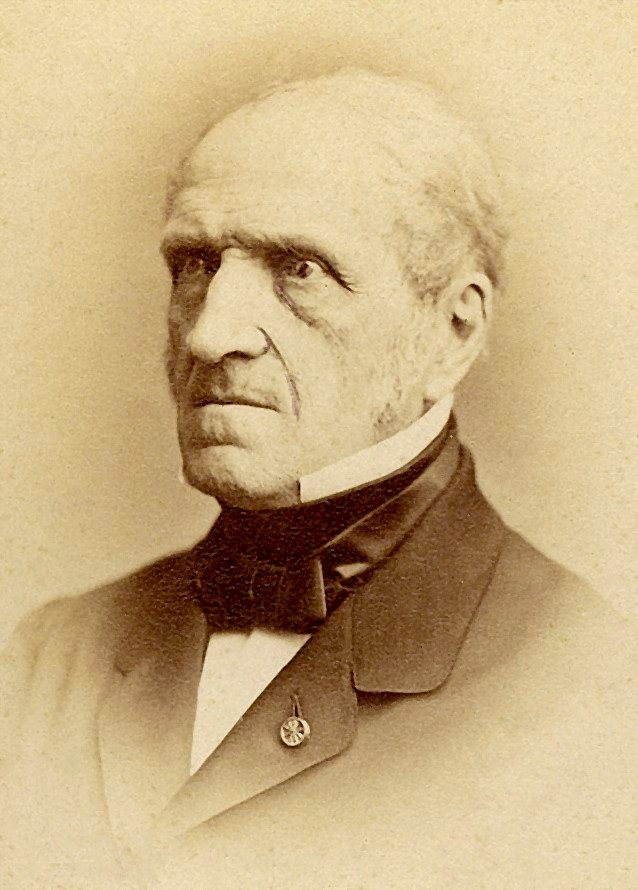
Michel Chasles
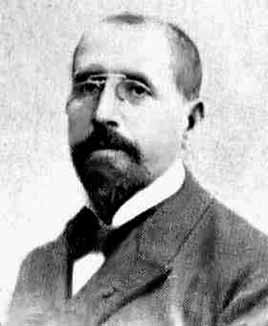
Gaston Darboux
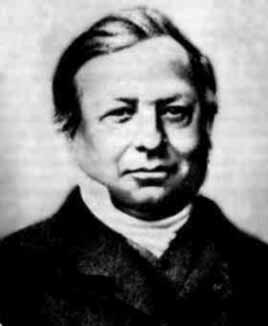
Joseph Liouville
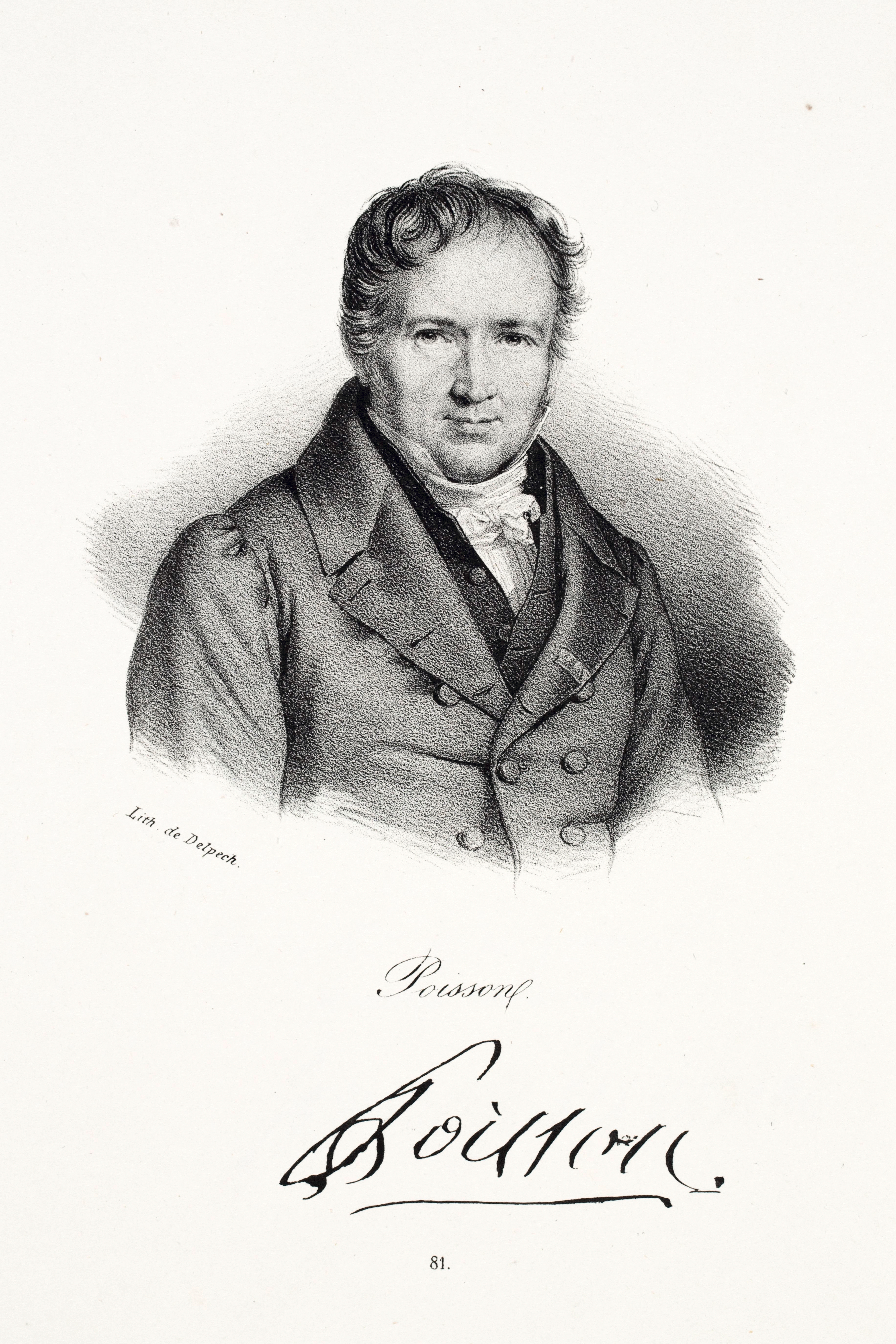
Siméon Denis Poisson
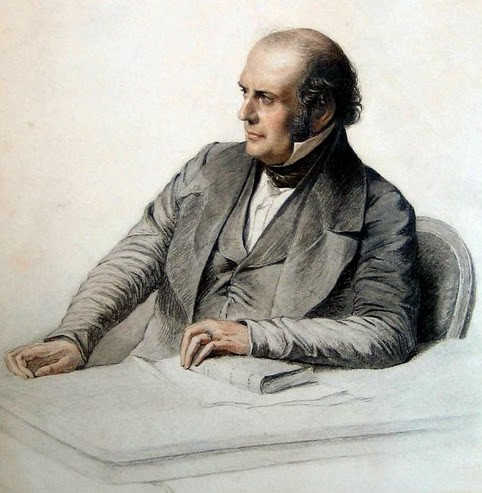
Guillaume Libri
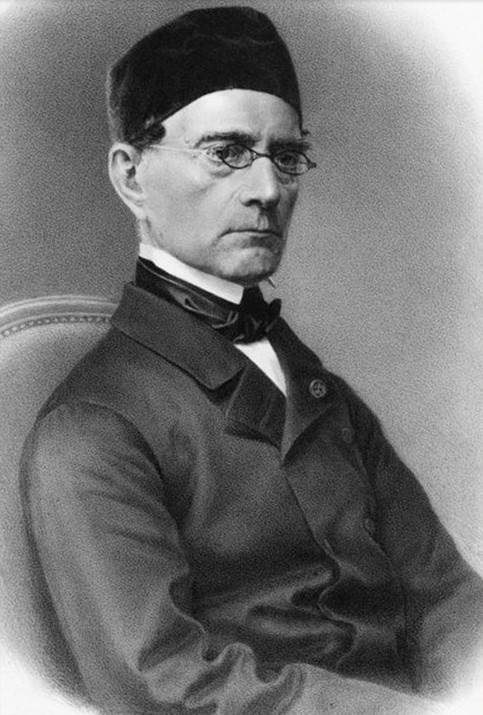
Gabriel Lamé
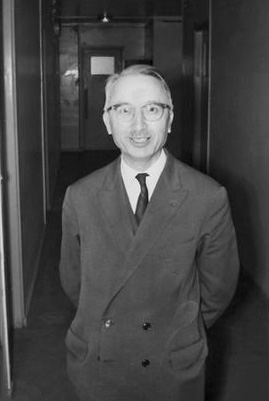
Henri Cartan

## Sciences physiques

### Physique

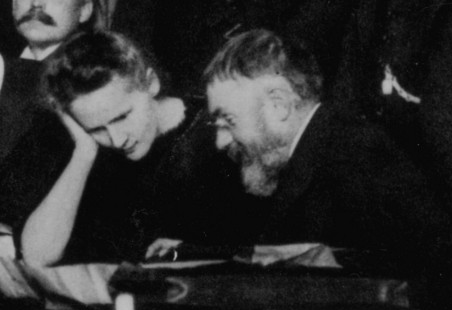
Marie Curie, professeur de physique, et Henri Poincaré, professeur de mécanique analytique et mécanique céleste.

- Physique, puis Physique (Enseignement)
  - 1809-1832 : Louis Joseph Gay-Lussac [43]
  - 1832-1838 : Pierre Louis Dulong
  - 1838-1853 : Claude Pouillet [44]
  - 1853-1885 : Paul Desains
  - 1885-1921 : Edmond Bouty
  - 1921-1937 : Charles Fabry
  - 1937-1957 : Eugène Darmois
  - 1957-1968 : Max Morand

- Physique no 2, puis Recherches physiques, chaire créée par transformation de la place d'adjoint en 1847
  - 1810-1815 : Jean Nicolas Pierre Hachette, professeur adjoint[45]
  - 1816-1826 : Jean-Baptiste Biot, chargé de cours (2e semestre)
  - 1826-1838 : Claude Pouillet, professeur adjoint
  - 1838-1847 : César Despretz, professeur adjoint
  - 1847-1863 : César Despretz [46]
  - 1863-1886 : Jules Jamin
  - 1886-1921 : Gabriel Lippmann
  - 1922-1941 : Aimé Cotton
  - 1941-1950 : Jean Cabannes
  - 1950-1968 : René Lucas
  - 1968-1970 : André Herpin, puis affecté à l'université Paris VI

- Physique no 3 puis Chimie physique en 1910 (Fondation de l'Université de Paris)
  - Henri Pellat (juillet 1895-1909)
  - Jean Perrin (10 mai 1910-1940)
  - Jean Thibaud, chargé du cours (1er janvier 1941-30 septembre 1941)
  - Louis Dunoyer de Segonzac (1er octobre 1941-1944)
  - Edmond Bauer (1er octobre 1945-1953)
  - Yvette Cauchois (1953-1970), puis affectée à l'université Paris VI

- Physique no 4 (PCN) transformée en chaire d'Électrotechnique générale (École supérieure d'électricité) (1922), supprimée en 1934 puis rétablie comme chaire d'université, subvention de la Société française des électriciens.
  - Paul Janet (1901-1934)
  - Marcel Pauthenier (-1958)
  - Pierre Aigrain (1958-1963)
  - Philippe Olmer (1963-1970), puis affecté à l'université Paris VI

- Physique no 5 puis physique générale et radioactivité (1934), puis Physique nucléaire et radioactivité (1956)
  - Pierre Curie (27 juillet 1904-19 avril 1906)
  - Marie Curie (20 novembre 1908-1934)
  - André-Louis Debierne (1er janvier 1935-1946)
  - Irène Joliot-Curie (1946-1956)
  - Frédéric Joliot-Curie (1956-1958)
  - Jean Teillac (1958-1970) puis affecté à l'université Paris-VI

- Physique no 6 (École normale supérieure)
  - Henri Abraham (5 mars 1912-1937)
  - Eugène Bloch (1er novembre 1937-1941)
  - Georges Bruhat (1941-1944)
  - Yves Rocard (1944-1970), puis affecté à l'université Paris VI

- Physique théorique et physique céleste puis Spectroscopie et physique céleste
  - Aimé Cotton (1920-1922)
  - Anatole Leduc (1922-1926) (Georges Sagnac chargé du cours)
  - Eugène Bloch (1926-1937)
  - Georges Bruhat (1937-1941)
  - François Croze (1941-1954)
  - Pierre Jacquinot (1954-1965), chaire transférée à la faculté des sciences d'Orsay

- Étude des combustibles (Chaire de la Société du gaz de Paris), transformée en chaire des Hautes températures en 1932, puis en chaire d'Energétique
  - Alphons Mailhe (1er novembre 1926-18 avril 1932)
  - Marcel Ribaud (16 avril 1933-1954)
  - Félix Esclangon (1954-1956)
  - Philippe Olmer (1957-1963)
  - Pierre Aigrain (1963-1970), puis affecté à l'université Paris VII

- Théories physiques
  - Léon Brillouin (1928-1933)
  - Louis de Broglie (1933-1962)
  - Jacques Yvon (1962-1970)

- Physique quantique et relativité
  - 1947-1969 : Pierre Auger

- Microscopie et diffraction électronique
  - 1957-1970: Jean-Jacques Trillat

- Physique du solide
  - 1958-1965 : André Guinier, puis chaire transférée à la faculté des sciences d'Orsay

- Physique théorique des hautes énergies
  - 1958-1970 : Maurice Levy, puis affecté à l'université Paris VI

- Physique théorique
- 1958-1970 : Marie-Antoinette Tonnelat, puis affectée à l'université Paris VI

- Physique (Orsay)
  - 1961-1965 : Raimond Castaing, puis chaire transférée à la faculté des sciences d'Orsay

- Physique nucléaire (Orsay)
  - 1961-1965 : Jean, chaire transférée à la faculté des sciences d'Orsay

- Astrophysique
  - 1961-1970 : Evry Schatzman, puis affecté à l'université Paris VII

- Physique
  - Alfred Kastler (1er octobre 1963-1968)

- Physique expérimentale
  - 1964- : Jean Guy

- Physique fondamentale
  - 1966-1970 : Philippe Nozières

- Physique (I.U.T.)
  - 1966-1970 : Charles Dufour

- Physique
  - 1967-1970 : Claude Cohen-Tannoudji, puis affecté à l'université Paris VI

- Physique
  - 1967-1970 : Julien Bok, puis affecté à l'université Paris VI

- Physique
  - 1967-1970 : René Dupeyrat, puis affecté à l'université Paris VI

- Physique
  - 1967-1970 : Jean-Loup Motchane, puis affecté à l'université Paris VII

- Biophysique
  - 1967-1970 : Dikran Dervichian, puis affecté à l'université Paris VI

### Chimie
- Chimie puis Chimie minérale en 1922
  - Louis Jacques Thénard (14 avril 1809-1841) (adjuvat (2e semestre) de Pierre Louis Dulong de 1818 à 1832, échange de cours avec Louis Joseph Gay-Lussac de 1828 à 1832, adjuvat de Jean-Baptiste Dumas de 1832 à 1841, suppléance d'adjuvat de Boussingault de 1837 à ?, de Antoine-Jérôme Balard de 1838 à 1839, de Eugène Péligot de 1839 à 1840, adjuvat de Antoine-Jérôme Balard le 18 mars 1841, puis adjuvat transformé en 2e chaire), (suppléance de Jean-Baptiste Dumas de 1836 à 1841)
  - Jean-Baptiste Dumas (1841- juillet 1867) (suppléance de Henri Sainte-Claire Deville de à )
  - Louis Pasteur (1867-1874) (suppléance de Louis Joseph Troost de 1869 à 1874)
  - Louis Joseph Troost (1874-1881)
  - Henri Debray (1881-1888)
  - Alfred Ditte (1888-1908)
  - Georges Urbain (1908-1928)
  - Paul Pascal (1929-1938)
  - Louis Hackspill (1938-1951)
  - André Chrétien

- Chimie no 2 (ancien adjuvat) puis Chimie générale en 1922
  - Antoine-Jérôme Balard (1841-1867) (adjuvat de Jean-François Persoz en 1851, de Auguste Cahours en 1851 de Henri Sainte-Claire Deville en 1853)
  - Henri Sainte-Claire Deville (1867-1881) (suppléance de Debray de 1875 ? à 1881)
  - Louis Joseph Troost (1881-1900)
  - Henri Moissan (1900-1907)
  - Henry Le Chatelier (1907-1925)
  - André Job (1925-1928)
  - Georges Urbain (1928-1938)
  - Paul Pascal (1938-1950)
  - Paul Laffitte (1950-)
  - Guy Pannetier, puis affecté à l'université Paris VI

- Chimie organique
  - 1875[47]-1884 : Charles Adolphe Wurtz
  - 1884-1899 : Charles Friedel
  - 1900-1924 : Albin Haller
  - 1924-1934 : Edmond Blaise
  - 1935[13]-1941[48] : Pauline Ramart-Lucas
  - 1942[49]-1944 : Gustave Vavon
  - 1944[50]-1953 : Pauline Ramart-Lucas
  - 1953- : Charles Prévost

- Chimie biologique
  - Émile Duclaux (27 décembre 1885-1908)
  - Gabriel Bertrand (1908-1937)
  - Maurice Javillier (1er novembre 1937-1946)
  - Eugène Aubel
  - Paulette Chaix
  - -1958 : Claude Fromageot
  - 1958-1959 : Pierre Desnuelle
  - 1959-1965 : Edgar Lederer puis transféré à la faculté des sciences d'Orsay

- Chimie, PCN
  - Jean Joannis (4 juillet 1901-1924)
  - Marc Tiffeneau (1924-1926)

- Chimie appliquée (créée par Ernest Solvay et la Chambre syndicale des industries chimiques)
  - Camille Chabrié (1909-1928)
  - Victor Auger (1928-1934)
  - -1957 : Georges Chaudron
  - 1957- : Jacques Bénard

- Théories chimiques (ancienne chaire de botanique)
  - Robert Lespieau (décembre 1921-1934)
  - Albert Kirrmann

- Analyse et mesures chimiques
  - Marcel Guichard (1er octobre 1938-1940)
  - 1941-1942 : Gustave Vavon
  - 1942-1944 : vacances
  - 1944- : Gustave Vavon

- Chimie structurale
  - 1957- : Joseph Wiemann
  - Jean-Jacques Basselier

- Chimie analytique
  - 1958-1970 : Gaston Charlot, puis affecté à l'université Paris VI

- Chimie des substances organiques, transformée en chaire de chimie du métabolisme (1959) puis biologie moléculaire (1966)
  - 1958-1959 : Edgar Lederer→ chimie biologique
  - 1959-1967 : Jacques Monod→ Collège de France
  - 1er mars 1968-1970 : François Gros

- Radiochimie
  - Moïse Haissinsky
  - Georges Bouissières

- Chimie SPCN
  - 1961- : Marie-Louise Josien

- Mécanique ondulatoire appliquée
  - 1961-1970 : Raymond Daudel, puis affecté à l'université Paris VI

- Chimie quantique
  - 1961 Bernard Pullman

- Chimie organique (Orsay)
  - 1961-1965 : Fréon, chaire transférée à la faculté des sciences d'Orsay

- Chimie systématique
  - 1961- : Henri Brusset

- Synthèse organique
  - Henri Normant (1963-)

- Chimie macromoléculaire
  - Georges Champetier

- Chimie organique
  - 1964-1967 : Raymond Quelet

- Chimie organique physique
  - 1965[18]-1970 : Jacques-Émile Dubois, puis affecté à l'université Paris VII

- Chimie organique
  - 1967-1970 : Jacqueline Ficini, puis affectée à l'université Paris VI

- Chimie
  - 1967-1970 : Jacques Faucherre, puis affecté à l'université Paris VII

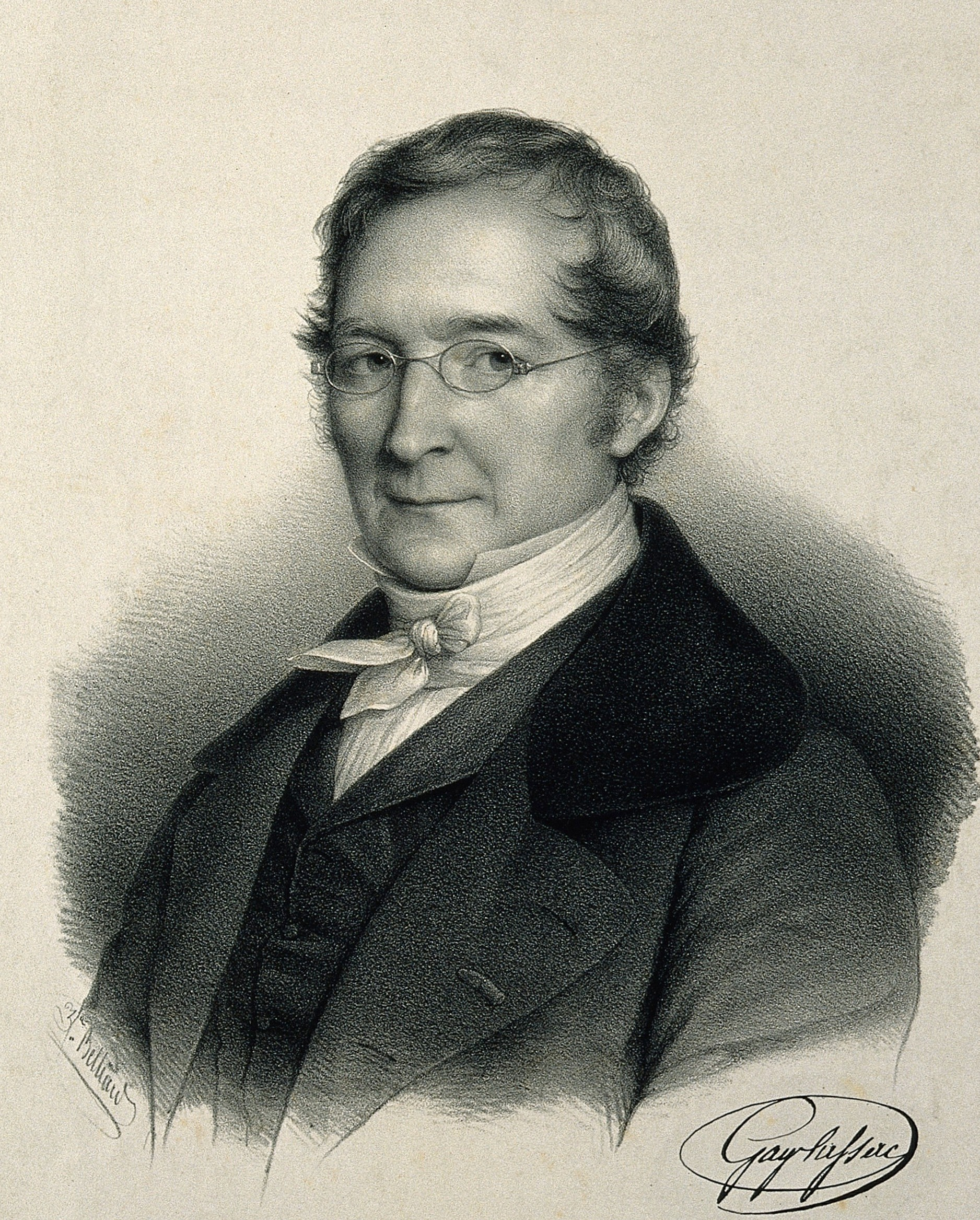
Louis Gay-Lussac
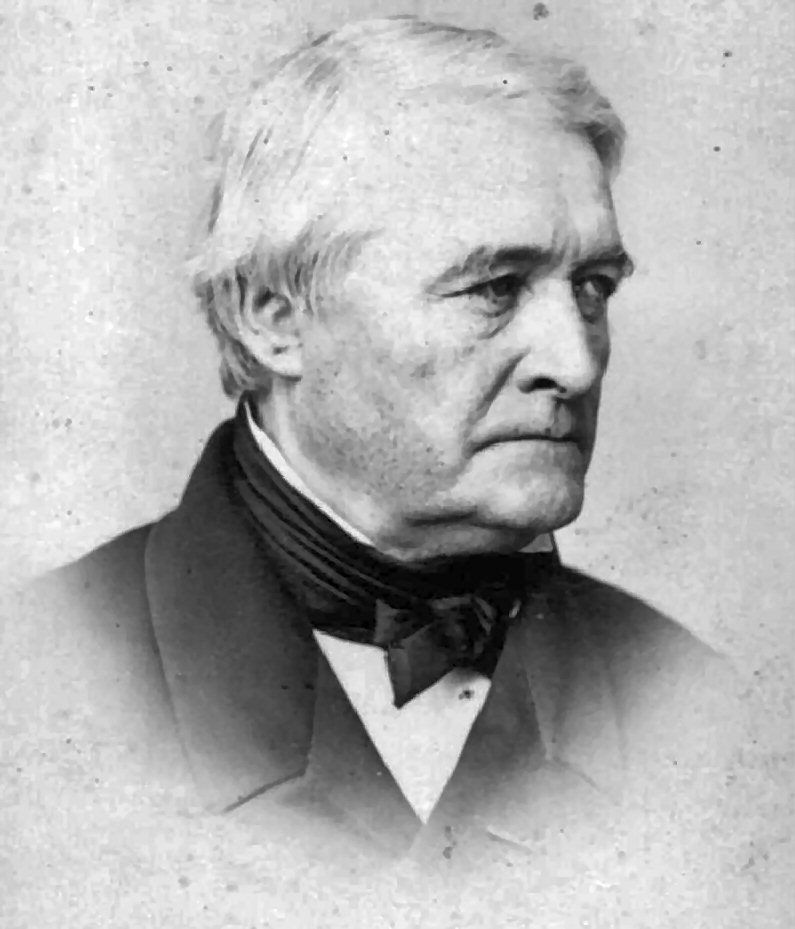
Claude Pouillet
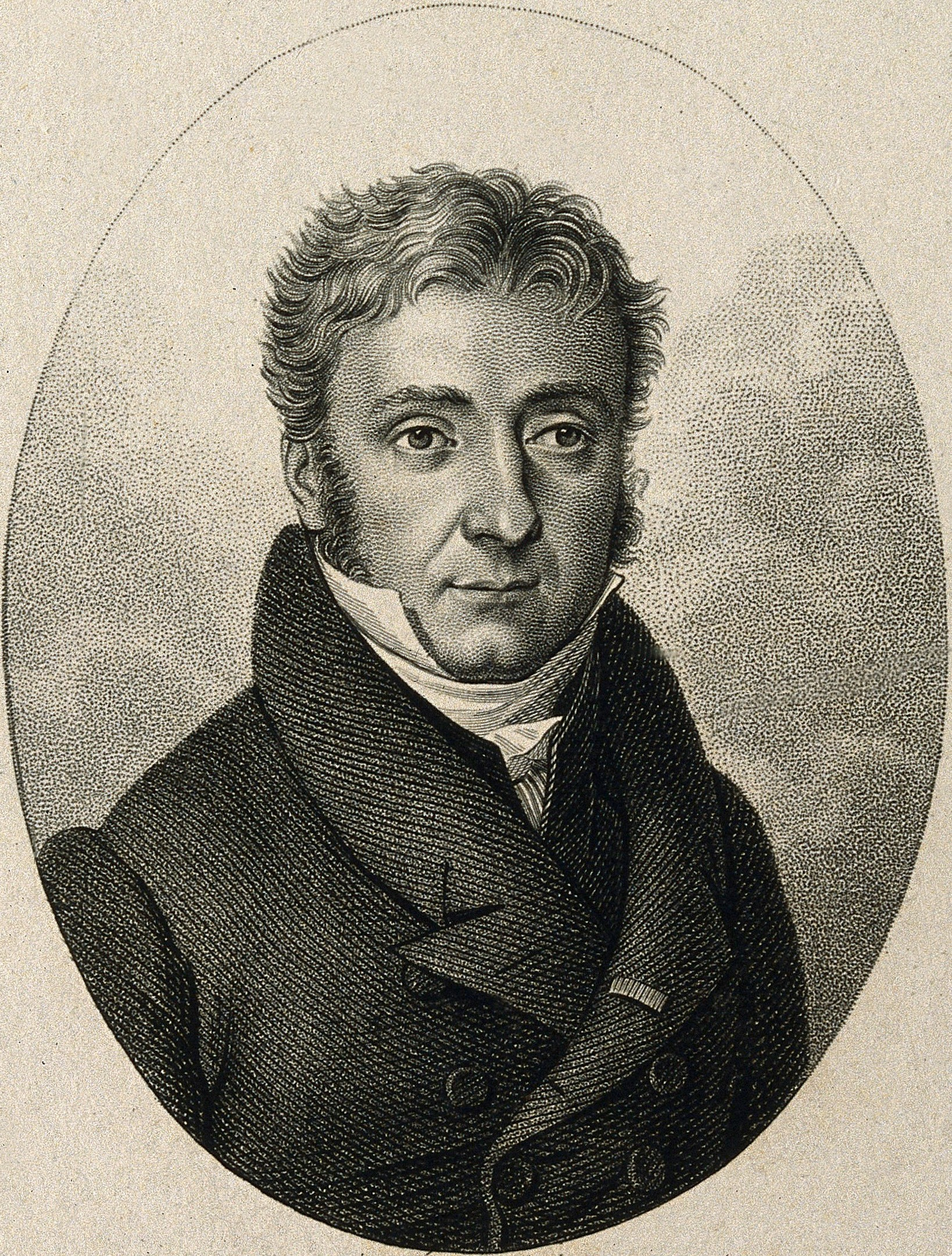
Pierre Louis Dulong
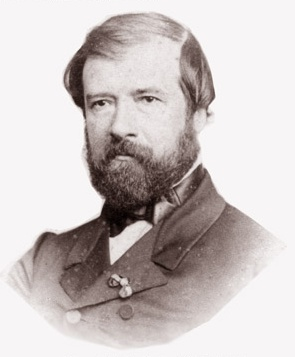
Jules Jamin
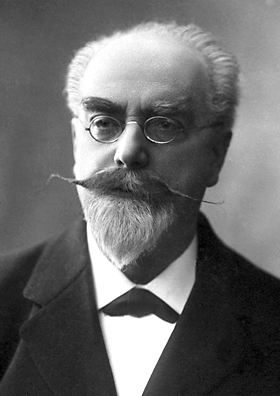
Gabriel Lippmann
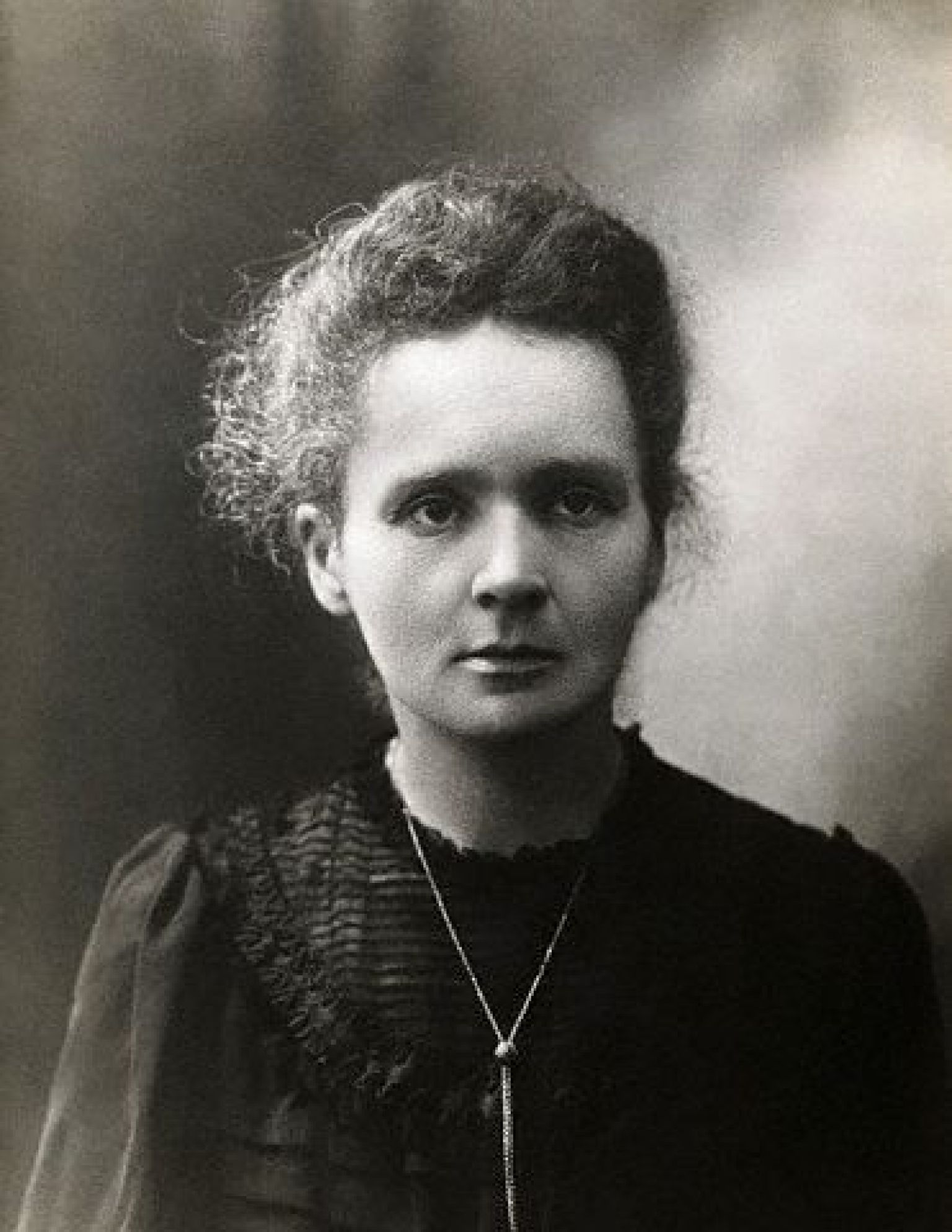
Marie Curie
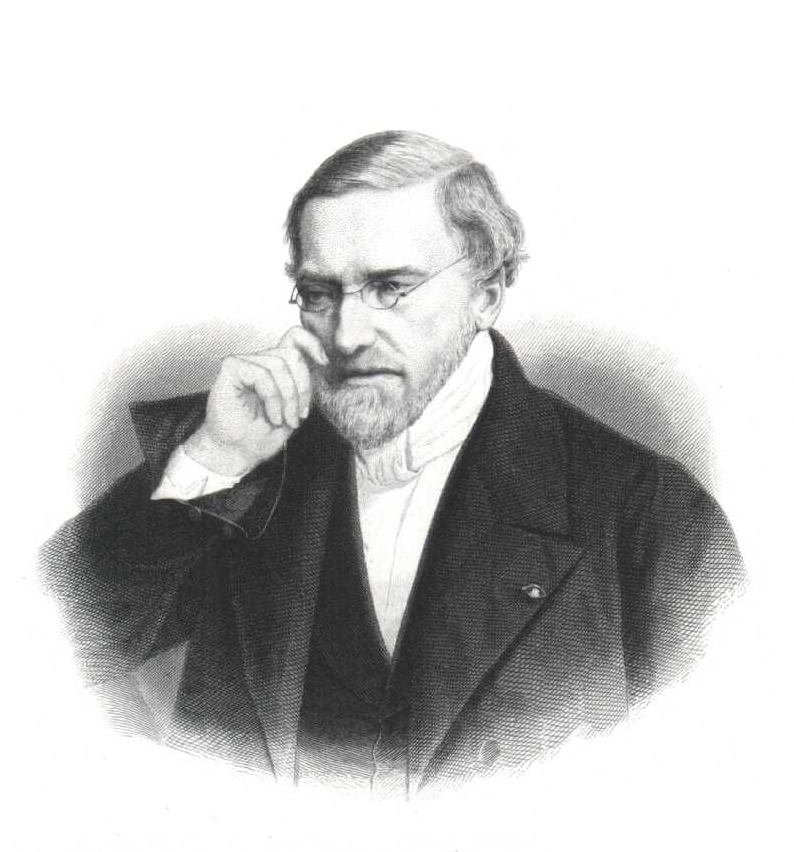
Jean-Victor Poncelet
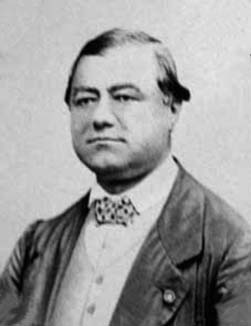
Charles Delaunay
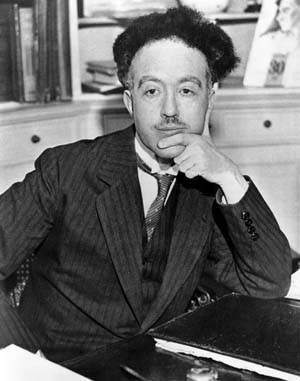
Louis de Broglie
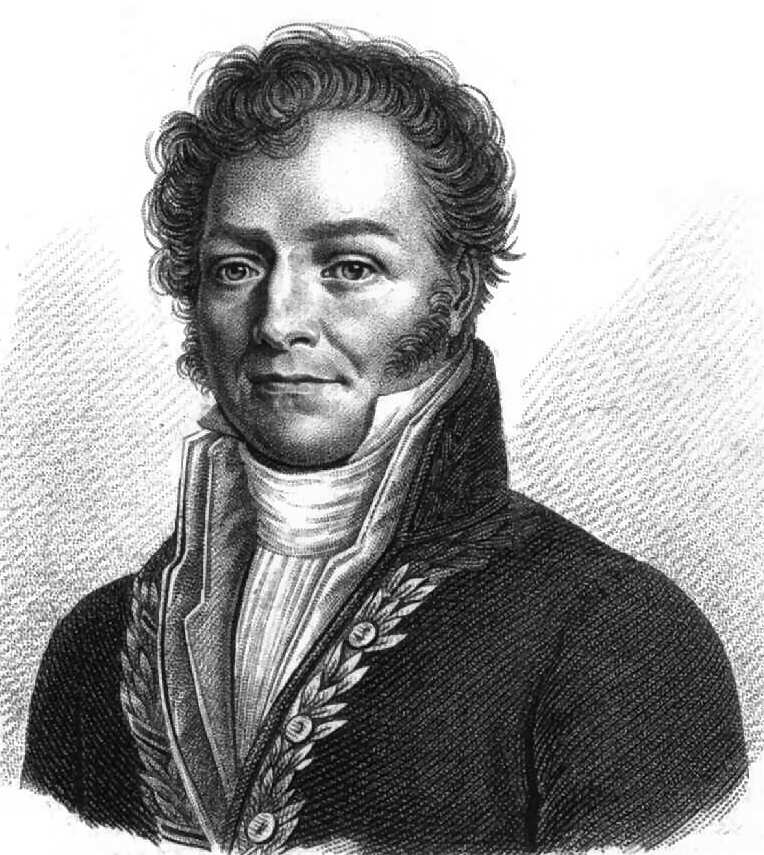
Louis Jacques Thénard
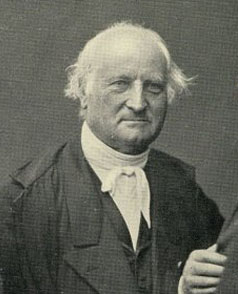
Antoine-Jérôme Balard
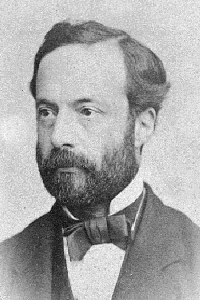
Henri Sainte-Claire Deville
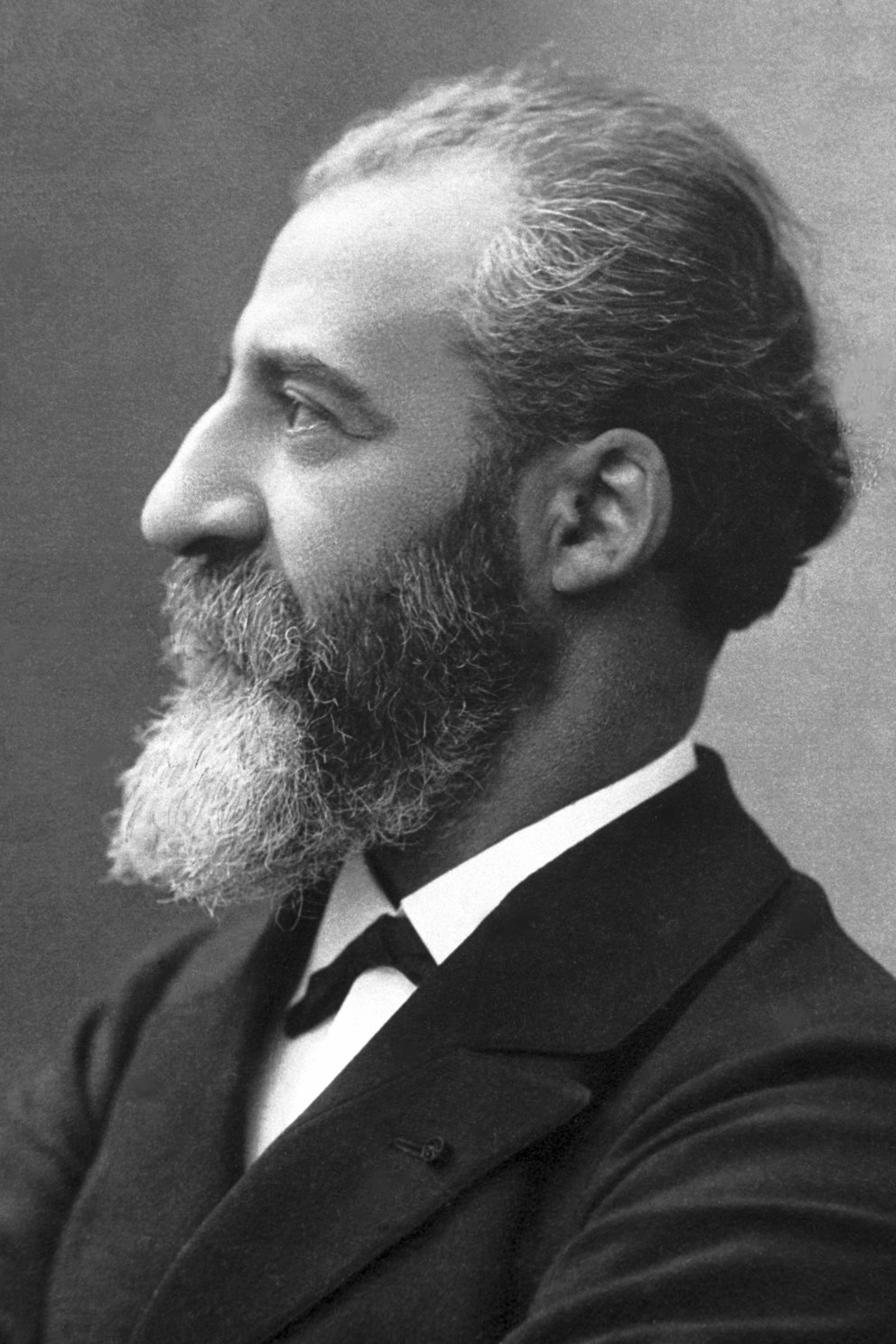
Henri Moissan
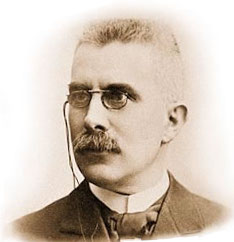
Henry Le Chatelier
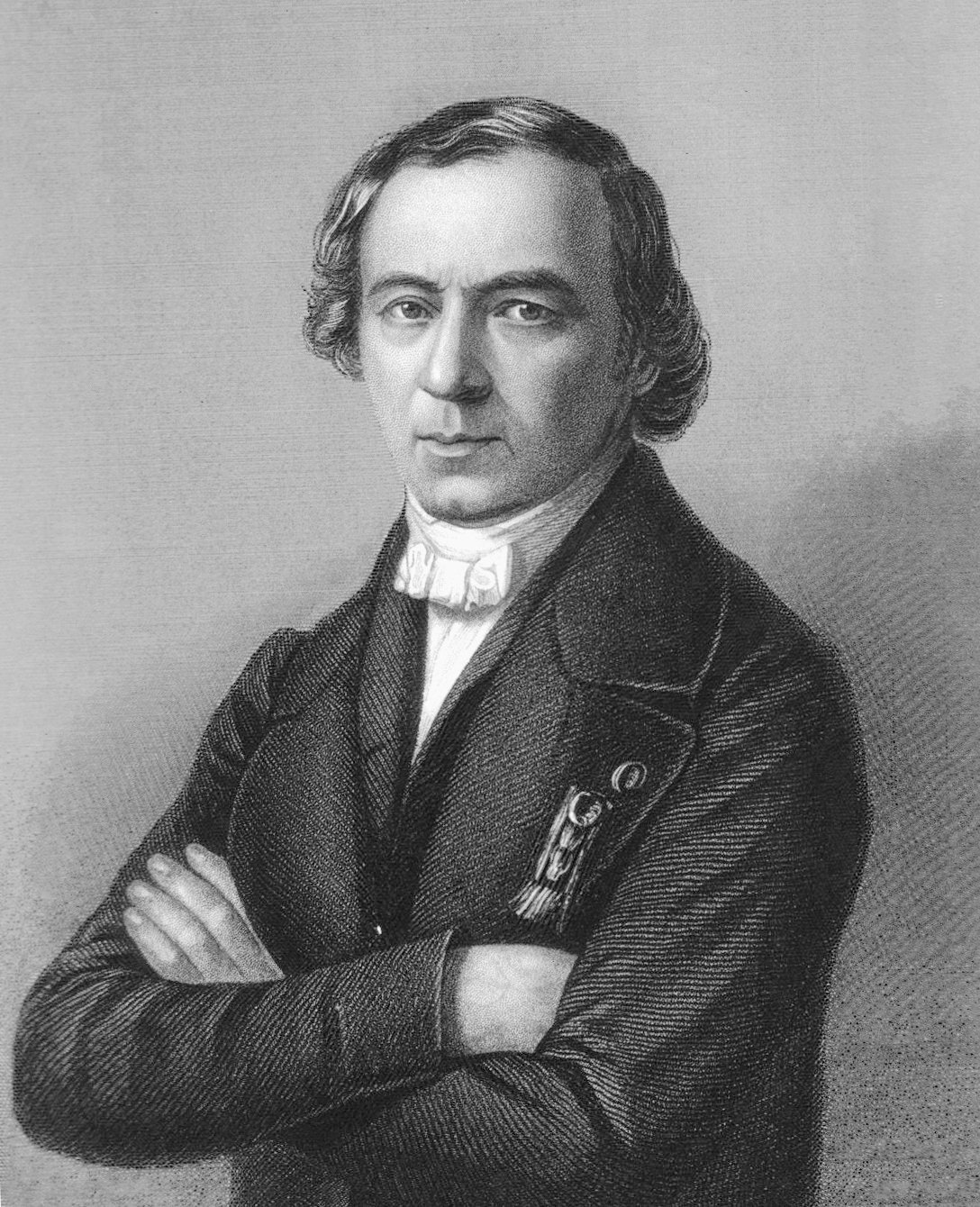
Jean Baptiste André Dumas
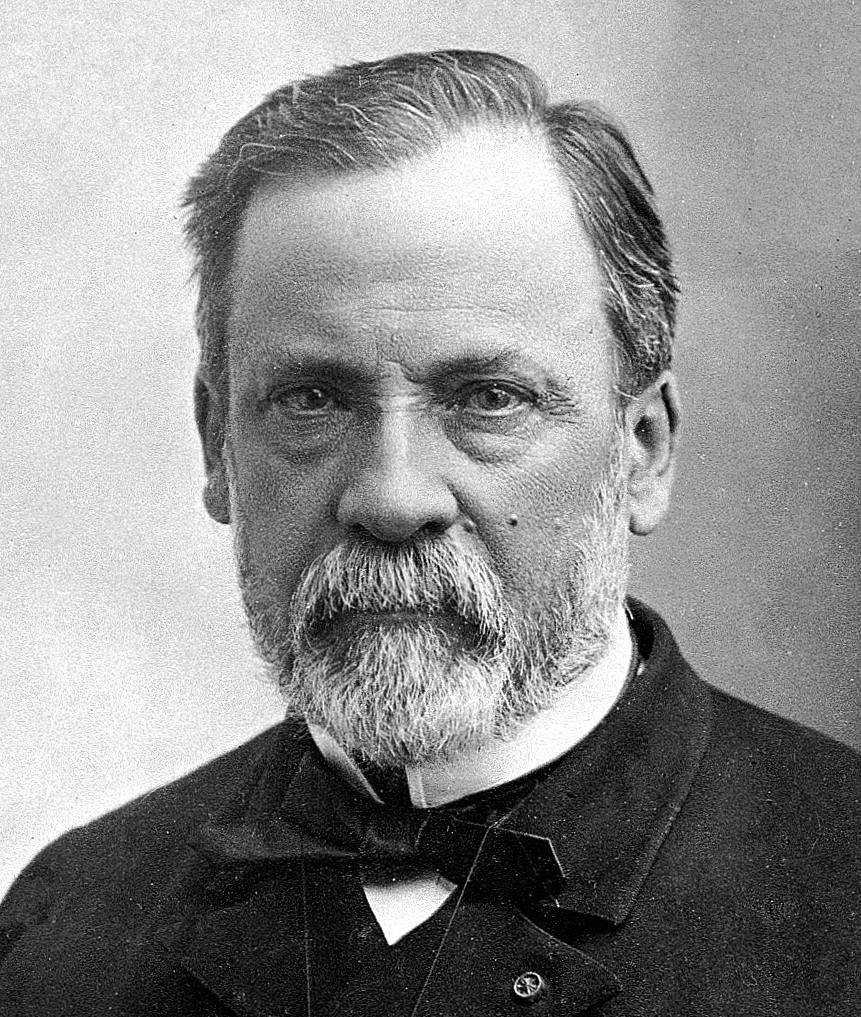
Louis Pasteur
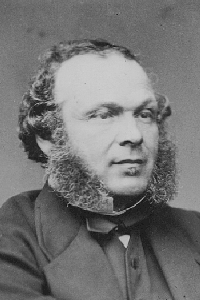
Charles Adolphe Wurtz
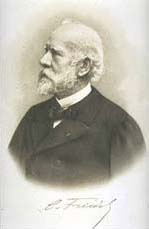
Charles Friedel
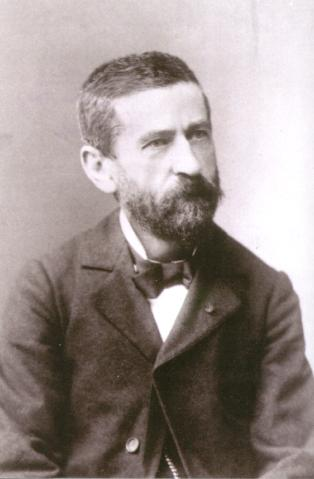
Émile Duclaux

## Sciences naturelles

### Sciences de la terre
- Minéralogie et géologie puis Minéralogie
  - 1810-1822 : René Just Haüy (adjoint : Brongniart)
  - 1822-1840 : François Sulpice Beudant (suppléant: Delafosse 1822-1831)
  - 1841-1875 : Gabriel Delafosse
  - 1876-1879 : Charles Friedel
  - 1885-1902 : Paul Hautefeuille
  - 1903-1933 : Frédéric Wallerant
  - 1933-1948 : Charles Victor Mauguin
  - 1948-1970 : Jean Wyart, puis affecté à l'université Paris VI

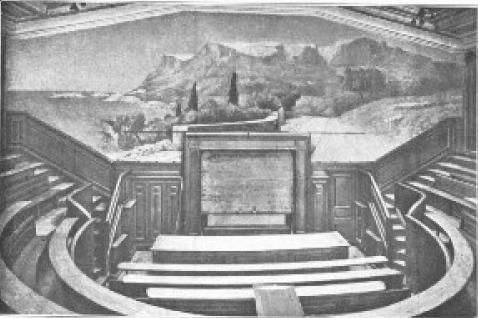
Amphithéâtre de géologie à la Sorbonne

- Géologie (adjuvat à la chaire de minéralogie jusqu'en 1847)
  - 1831-1847 : Constant Prévost (adjoint)
  - 1847-1857 : Constant Prévost (titulaire) (suppléant : Martius (1848-49))
  - 1857-1889 : Edmond Hébert
  - 1892-1904 : Ernest Munier-Chalmas
  - 1904-? : Émile Haug
  - 1928-1950 : Charles Jacob
  - 1950-1961 : Pierre Pruvost
  - 1961-1966 : Jean Jung
  - 1966-1970 : Gabriel Lucas, puis affecté à l'université Paris VI

- Géologie appliquée et géologie régionale puis Géologie structurale et géologie appliquée puis Géologie appliquée (créée par transformation de la chaire de zoologie ENS)
  - Léon Bertrand
  - Louis Barrabé
  - 1961-1969 : Pierre Routhier

- Géographie physique puis Géographie physique et géologie dynamique
  - 1897-1919 : Charles Vélain
  - 1919-1925 : Louis Gentil
  - 1926-? : Léon Lutaud
  - 1955-1961 : Jacques Bourcart
  - 1956-1970 : Louis Glangeaud, puis affecté à l'université Paris

- Physique du globe
  - 1922-1941 : Charles Maurain
  - 1970 : Jean Coulomb, puis affecté à l'université Paris VI

- Pétrographie (ancienne maîtrise de conférences annexées à la chaire de géologie)
  - 1936 : Albert Michel-Lévy
  - Jacques de Lapparent

- Paléontologie (ancienne maîtrise de conférences annexées à la chaire de géologie)
  - 1938-1970 : Jean Piveteau

- Micropaléontologie
  - 1957- : Jean Cuvillier

- Géologie des grandes régions du globe
  - 1962- : François Ellenberger

- Géologie (SPCN)
  - 1964-1968 : Pierre Bellair

- Océanographie physique
  - 1966- : Alexandre Ivanoff

- Physique de l'atmosphère
  -  : Étienne Vassy

- Géologie historique
  - 1967- : Gabriel Lucas

- Météorologie et dynamique de l'atmosphère
  - Paul Queney

- Géophysique appliquée
  - 1964- : Louis Cagniard

### Botanique
- Botanique et physique végétale puis Botanique, anatomie et physiologie végétale (chaire supprimée en 1854[51] au profit de la création de la chaire de physiologie générale)
  - 1809-1832 : René Desfontaines
  - 1834-1850 : Charles-François Brisseau de Mirbel (Jean-Baptiste Payer (1841-1848), François-Joseph Lestiboudois (1848-49))
  - 1850-1853 : Adrien de Jussieu

- Organographie végétale puis Botanique (1854) (adjuvat à la chaire de Botanique et physique végétale jusqu'en 1847)
  - 1809-1834 : Charles-François Brisseau de Mirbel, adjoint (suppléant : Adrien de Jussieu 1833)
  - 1834-1847 : Auguste de Saint-Hilaire, adjoint (suppléant : Adrien de Jussieu 1835-37 et 43-47)
  - 1847-1852 : Auguste de Saint-Hilaire (suppléant : Adrien de Jussieu 1847-49, Adolphe Brongniart 51-52)
  - 1852-1860 : Jean-Baptiste Payer
  - 1861-1886 : Pierre Étienne Simon Duchartre
  - 1887-1922? : Gaston Bonnier
  - 1923-1934 : Pierre Augustin Dangeard
  - 1930-1949 : Louis Blaringhem
  - 1935 : Marie Antoine Alexandre Guilliermond
  - -1961 : Lucien Plantefol
  - 1961- : André Eichhorn

- Botanique (PCN)
  - 1934-1950 : Pierre Augustin Dangeard
  - 1931-1942 : Marie Antoine Alexandre Guilliermond

- Botanique (PCB)
  - 1937 : Lucien Plantefol

- Botanique coloniale
  - 1903 : Marcel Marie Maurice Dubard
  - 1912-1919 : René Viguier

- Botanique cryptogamique (transformée en chaire de théories chimiques)
  - mars 1912-1921 : Louis Matruchot

- Physiologie végétale
  - 1913-1936 : Marin Molliard
  - 1937-1953 : Raoul Combes
  - Pierre Chouard

- Physiologie végétale appliquée
  - Roger Ulrich

- Écologie végétale
  - Georges Lemée (1963-)

### Zoologie
- Zoologie et physiologie puis Zoologie et physiologie comparées  puis Anatomie, physiologie comparée et zoologie, puis (1922) Anatomie et physiologie comparée, puis (1923), Anatomie et histologie comparées
  - 1809-1844 : Étienne Geoffroy Saint-Hilaire  (suppléance de Isidore Geoffroy Saint-Hilaire, de Henri Milne Edwards)
  - 1844-1850 : Henri-Marie Ducrotay de Blainville
  - 1850-1861 : Isidore Geoffroy Saint-Hilaire
  - 1863-1865 : Louis Pierre Gratiolet
  - 1865-1868 : Paul Gervais
  - 1869-1901 : Henri de Lacaze-Duthiers
  - 1903-1910 : Georges Pruvot, chargé du cours
  - 1911-1923 : Georges Pruvot
  - 1923-1er novembre 1937 : Paul Marie Joseph Wintrebert
  - 1er novembre 1937-1er novembre 1966 : Marcel Prenant
  - 1966-1970 : Charles Devillers, puis affecté à l'université Paris VII

- Zoloogie et physiologie comparées no 2 puis Zoologie, anatomie et physiologie comparée. Adjuvat à la chaire précédente jusqu'en 1847[52]?.
  - 1809-1810 : Louis Georges Duvernoy, professeur adjoint
  - 1812-1844 : Henri-Marie Ducrotay de Blainville, professeur adjoint
  - 1844-1847 : Henri Milne Edwards, professeur adjoint
  - 1847-1882 : Henri Milne Edwards, titulaire
  - 1886-1920 : Yves Delage
  - 1922-1945 : Charles Pérez
  - 1945-1970 : Georges Teissier

- Zoologie, évolution des êtres organisés
  - 1892-1908 : Alfred Giard
  - 1909-1939 : Maurice Caullery
  - 1940-1967 : Pierre-Paul Grassé
  - 1967-1970 : Charles Bocquet

- Histologie
  - 1899-1912 : Joannès Charles Melchior Chatin

- Zoologie ENS, transformée en chaire de géologie appliquée
  - 1904-1920 : Frédéric Houssay

- Zoologie, PCN
  - 1926-1931 : Rémy Perrier

- Génétique
  - Boris Ephrussi

### Physiologie
- Physiologie générale puis Physiologie (chaire transférée en 1868 au Muséum d'histoire naturelle en échange de la chaire de physiologie comparée, renommée chaire de physiologie) puis Physiologie générale
  - 1854-1868 : Claude Bernard (transfert au Muséum)
  - 1869-1886 : Paul Bert  (suppléance, 1872-1874 : Nestor Gréhant; 1874-1875 : Georges Pouchet)
  - 1887-1919 : Albert Dastre
  - 1919-1937 : Louis Lapicque
  - 1937-1958 : Henri Laugier (René Wurmser professeur suppléant)
  - 1958- : Alexandre Marcel Monnier

- Physiologie comparée
  - 1921-1936 : Paul Portier
  - 1937-1956 : Robert Lévy
  - 1957-1970 : Alfred Jost, puis affecté à l'université Paris-VI

- Physiologie des fonctions, puis (1958) physiologie animale
  - -1958 : Alexandre Marcel Monnier
  - 1958- : Paul H. Benoit

- Embryologie
  - Louis Gallien

- Psychophysiologie
  - André Soulairac

- Physiologie de la nutrition
  - Éliane Le Breton (1963-1967)
  - Marc Pascaud (1867-1870), puis affecté à l'université Paris VI

### Biologie
- Biologie expérimentale
  - 1923-1938 : Étienne Rabaud

- Biologie générale
  - 1908 : Félix Le Dantec

- Biologie maritime
  - 1923-1937 : Octave Duboscq
  - 1937-1947 : Édouard Chatton
  - 1947-1964 : Georges Petit
  - 1964- : Pierre Drach

- Biologie cellulaire
  - 1953- : André Thomas

- Cytologie
  - René Couteaux

- Biologie animale S.P.C.N.
  - Germaine Cousin

- Biologie animale S.P.C.N. (Orsay)
  - 1961-1965 : Théodore Lender, chaire transférée à la faculté des sciences d'Orsay